# Sudak
Sudak (ukrainisch und russisch Судак, krimtatarisch Sudaq) ist eine Stadt in der Autonomen Republik Krim in der Ukraine mit 36.400 Einwohnern (2004).
Sudak ist ein Zentrum der Wein- und Sektherstellung und ein Kurort mit etwa 15 Sanatorien.

## Bevölkerung
Zusammensetzung der Bevölkerung laut der Volkszählung 2001:
| Volksgruppe | Anteil in Prozent |
| ----------- | ----------------- |
| Russen      | 64,3              |
| Ukrainer    | 19,4              |
| Krimtataren | 9,8               |

## Geschichte

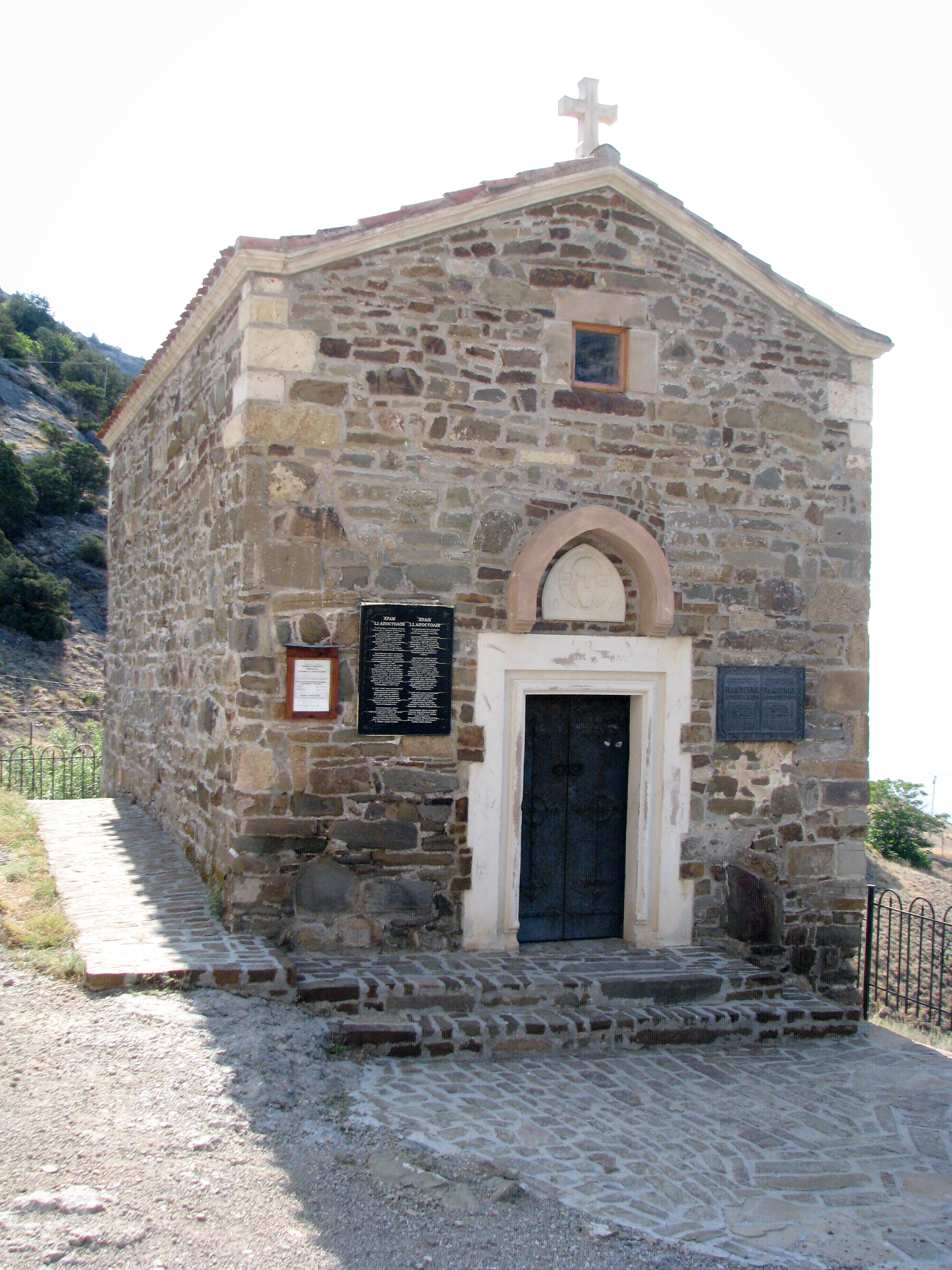
Kirche der Zwölf Apostel in Sudak

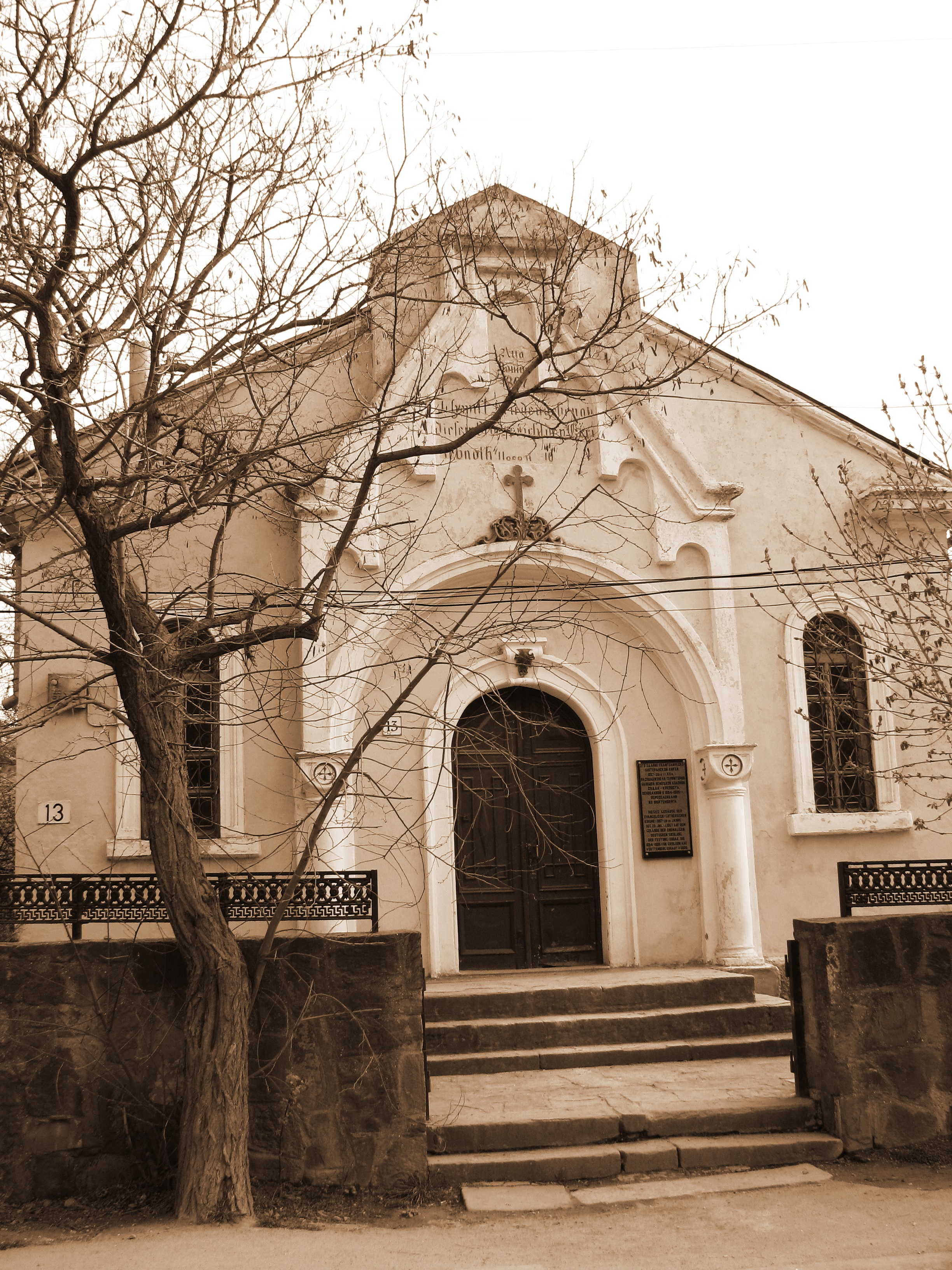
Lutherische Kirche, 1887 (in der deutschen Kolonie)

Sudak wurde im Jahr angeblich 212 n. Chr. von Alanen gegründet und war unter dem griechischen Namen Sugdeja bekannt. Im 6. Jahrhundert wurde auf Befehl des byzantinischen Kaisers Justinian I. (482–565) eine Festung gebaut. Seit dem späten 7. Jahrhundert drangen die Chasaren auf die Krim vor. In der Zeit um 700 ist in der Stadt ein chasarischer Gouverneur mit dem christlichen Namen Georg überliefert. Im Mittelalter war der Handelsort eine große Station der Seidenstraße; den Höhenpunkt seiner Bedeutung erlangte er im 12. und 13. Jahrhundert. In dieser Zeit wurde Sudak von verschiedenen Völkern auch Surosch (Slawen), Soldaja oder Soldaia (Byzantiner und Italiener) genannt.
Sudak war Erzbistum der römisch-katholischen Kirche, worauf das Titularerzbistum Sugdaea zurückgeht.
Seit 1204 wurde Sudak faktisch eine venezianische Kolonie. Hier landete 1253 der Franziskaner Wilhelm von Rubruk, um von dort aus seine Reise in den fernen Osten Asiens zu beginnen. Im Jahr 1260 besuchten die Brüder Maffeo und Niccolò Polo, Vater  des berühmten mittelalterlichen Chinareisenden Marco Polo, auf ihrer ersten Handelsreise ins Mongolenreich ihren Bruder Marco der Ältere im venezianischen Soldaia, wo er ein Kontor betrieb.
Im 13. bis 14. Jahrhundert wurde der Ort mehrmals von Tatar-Mongolen geplündert und zerstört, erstmals am 27. Januar 1223, aber rasch wiederaufgebaut. Im Juni 1365 wurden Ort und Umgebung von den Genuesen erobert. Ab Juni 1475 gehörte Sudak zum Einflussgebiet des Osmanischen Reiches.
Im Jahr 1783 kam Sudak mit der gesamten Krim zum Russischen Reich. Im Russischen Kaiserreich gehörte Sudak zum Gouvernement Taurien, das bis Oktober 1921 bestand. Im Jahre 1804 gründete hier der deutsche Wissenschaftler Peter Simon Pallas die erste Schule der Weinkelterei in Russland, 1808 errichteten deutsche Siedler aus Württemberg nahe dem schon bestehenden Ort eine Weinbauernsiedlung.
Nach der Oktoberrevolution war sie Teil der ASSR der Krim innerhalb der Russischen SFSR.
Im Zweiten Weltkrieg war Sudak vom 1. November 1941 bis zum 13. April 1944 von deutschen Truppen besetzt.
Durch Beschluss des Obersten Sowjets der UdSSR aus Anlass des 300. Jahrestags des Vertrags von Perejaslaw wurde Sudak zusammen mit der Oblast Krim am 26. April 1954 an die Ukrainische Sozialistische Sowjetrepublik angeschlossen. Von 1991 bis 2014 war Sudak Teil der unabhängigen Ukraine.
Erst 1979 erhielt der Ort Sudak die Stadtrechte.

## Nicht anerkannter Anschluss an Russland
Seit dem international nicht anerkannten Anschluss der Halbinsel Krim an Russland im März 2014 gehört Sudak de facto zum Föderationskreis Südrussland der Russischen Föderation. De jure nach Angaben der administrativ-territorialen Teilung der Ukraine ist Sudak Teil der Autonomen Republik Krim, die zu den durch Russland besetzten Gebieten gehört.

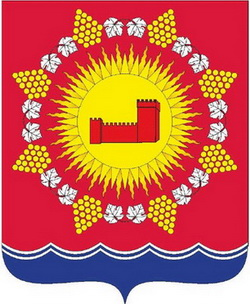
Wappen 2015 durch Russland eingeführt
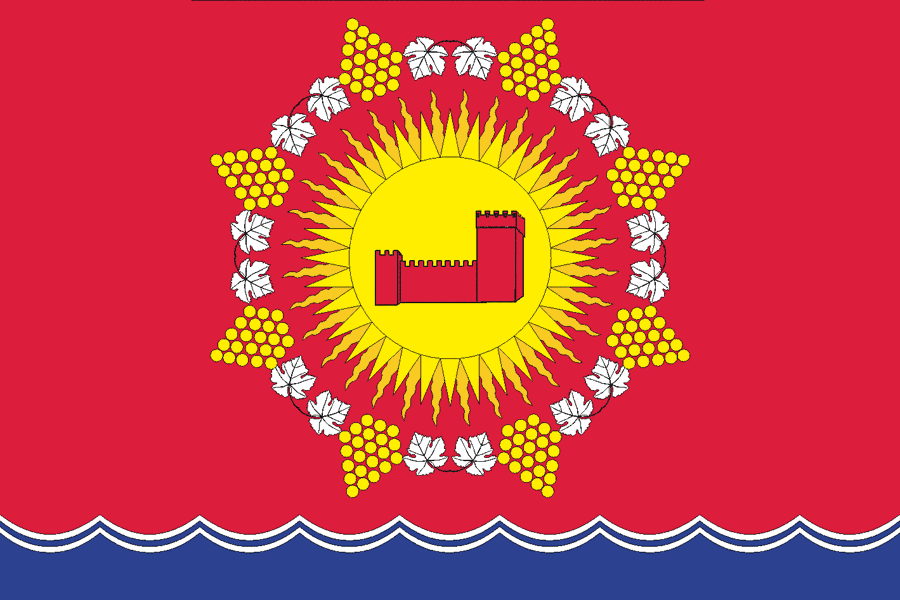
Flagge von Sudak 2015 durch Russland eingeführt

## Sehenswürdigkeiten
- Die gut erhaltene genuesische Festung Sudak (11.–14. Jahrhundert).
- Zahlreiche Kurortbauten aus dem 19. Jahrhundert.
- Zahlreiche beeindruckende Naturlandschaften.
- Ein 2003 geöffneter Aquapark.

## Weitere Orte in der Verwaltungseinheit
Verwaltungstechnisch ist Sudak eine Stadt mit Oblast-Bedeutung, oder städtischer Rajon. Zu diesem Rajon gehören neben der eigentlichen Stadt auch die Siedlung städtischen Typs Nowyj Swit (Новий Світ) und 13 Dörfer: Bahatiwka (Багатівка), Wessele (Веселе), Woron (Ворон), Hromiwka (Громівка), Hruschiwka (Грушівка), Datschne (Дачне), Lisne (Лісне), Mischritschtschja (Міжріччя), Morske (Морське), Perewaliwka (Перевалівка), Prybereschne (Прибережне), Sonjatschna Dolyna (Сонячна Долина) und Cholodiwka (Холодівка) sowie die Ansiedlung Myndalne (Миндальне).

## Persönlichkeiten

### Söhne und Töchter der Stadt
- Aaron ben Joseph (* um 1260; † um 1320), karäischer Schriftgelehrter
- Nikolai Iwanowitsch Sieber (1844–1888), Wirtschaftswissenschaftler, Hochschullehrer und Publizist
- Mustafa Abduldschemil Dschemiljew (* 1943), Politiker und Vorsitzender der Nationalen Versammlung der Krim-Tataren

### Mit der Stadt verbunden
- Zlata Ohnjewitsch (* 1986), ukrainische Popsängerin